# Conseil général de l'alimentation, de l'agriculture et des espaces ruraux
En France, le Conseil général de l'alimentation, de l'agriculture et des espaces ruraux (CGAAER) a pour mission d'assister les ministres dans l'exercice de leurs attributions en participant à la conception, au suivi et à l'évaluation des politiques publiques qui concernent son champ de compétence.

## Histoire
En 2005, une réflexion est engagée à la demande du ministre chargé de l’agriculture en vue de restructurer les fonctions de contrôle, d’inspection, de conseil, d’orientation et de suivi des personnels afin que celles-ci soient assurées par une seule entité. Une concertation est alors conduite entre les trois composantes, à savoir l'Inspection générale de l’agriculture (IGA), le Conseil général du génie rural, des eaux et des forêts (CGGREF) et le Conseil général vétérinaire (CGV). 
Cette réflexion aboutit à la création en avril 2006, par décret, du Conseil général de l'agriculture, de l'alimentation et des espaces ruraux. Il est réformé en février 2010 et devient le Conseil général de l'alimentation, de l'agriculture et des espaces ruraux, gardant le même sigle CGAAER.

## Missions
Le CGAAER participe à la modernisation de l'action publique, à la mesure de la performance des services centraux et déconcentrés ainsi que des établissements publics et il veille au bon emploi des ressources publiques. 
Les membres du CGAAER accomplissent des missions d’audit, d’inspection, de conseil, d’évaluation et d’expertise. Les missions répondent à une demande du ministre de l’agriculture ou de plusieurs ministres s’agissant de missions interministérielles. Au sein du Conseil, la mission d'audit, d'inspection et de contrôle joue un rôle de service d'inspection pour tous les services du ministère, ses établissements publics, ou les organismes subventionnés par lui.
Les missions concernent les domaines suivants : alimentation, agriculture, pêche, forêt, santé et protection des animaux et des végétaux, développement des territoires, ressources et milieux naturels, eau, environnement, travail, emploi et protection sociale agricole, formation et recherche.
L’activité du CGAAER fait l’objet d’une programmation annuelle validée par le ministre. Elle est complétée par des missions d’urgence dictées par l’actualité. Au total, chaque année, environ 500 missions sont réalisées par les membres du CGAAER, missions réalisées seuls ou en équipe. 
Chaque mission est conclue par un rapport. Le CGAAER produit en moyenne 250 rapports par an, dont les deux tiers font l’objet d’une publication sur le site internet du ministère de l’Agriculture.
Par exemple, le CGAAER a produit en octobre 2014 le rapport « Les contributions possibles de l’agriculture et de la forêt à la lutte contre le changement climatique » (version 2), disponible sur la Toile.

## Organisation
Le CGAAER est présidé par le ministre chargé de l'agriculture. Il comprend en outre un bureau composé d'un vice-président, de présidents de sections et d'un secrétaire général. Les autres membres sont choisis en majorité parmi les ingénieurs généraux des ponts, des eaux et des forêts, les inspecteurs généraux de la santé publique vétérinaire et les inspecteurs généraux de l'agriculture, et, dans la limite de 20 %, d'autres fonctionnaires de catégorie A compétents dans le champ d'intervention du conseil. 
Le Conseil comprend une section chargée de l'audit, de l'inspection et du contrôle, et six sections thématiques : 
- mission d'inspection générale et d'audit (section 1) ;
- économie, filières et entreprises (section 2) : chargée d'économie des entreprises et des filières agricoles, d’élevage, halieutiques, aquacole et agroalimentaires, ainsi que des politiques publiques qui y contribuent ;
- alimentation et santé (section 3) : contribuant à l’évaluation des politiques publiques conduites par le ministère dans les domaines de la protection des végétaux, des politiques publiques de l’alimentation, de la santé et la protection animale ;
- forêts, eaux et territoires (section 4) : elle aborde diverses thématiques relatives à la bioéconomie, la gestion de l'eau, les sols, les milieux forestiers, les milieux naturels, la biodiversité, l'agriculture durable, les services environnementaux, les territoires ruraux ;
- recherche, formation et métiers (section 5) : chargée de la recherche, de l’enseignement supérieur, de l’innovation et du développement, de l’emploi et de la protection sociale, de l’enseignement technique et de la formation professionnelle agricoles ;
- gestion publique et réforme de l'État (section 6) : compétente en matière de gouvernance publique, d’organisation administrative, de modernisation, d’optimisation des ressources et performances, ainsi que de simplification. Lui est rattachée le domaine de l’hygiène, de la sécurité et des conditions de travail du ministère, la présidente du CHSCT ministériel étant membre de la section ;
- prospective, société, international (section 7) : réalise des études prospectives, aborde les questions sociétales en s’investissant dans des comités d’éthique, et mène plusieurs types d’actions à l’international (jumelages européens, appuis institutionnels, colloques).

Certaines sections (notamment section 4) travaillent en lien étroit avec le Conseil général de l'environnement et du développement durable (CGEDD) relevant du ministère de la Transition écologique et solidaire et du ministère de la Cohésion des territoires.   
Il dispose en outre d'un secrétariat général permanent. Un comité de déontologie, composé de personnalités extérieures au Conseil, élabore une charte de déontologie et veille à son application.

## Liste des responsables
Le CGAAER est placé sous l'autorité du ministre chargé de l'agriculture, qui le préside.
Le vice-président, nommé par le ministre de l'agriculture, dirige le CGAAER.
Les vice-présidents successifs depuis la création du CGAAER sont :
- Paul Vialle (2006-2009)
- Jacques Brulhet (2009-2012)
- Bertrand Hervieu (2012-2016)
- Alain Moulinier (2016 -  2025)
- Valérie Baduel (2025-    )